# Rhizochromulinales
Ordre
Les Rhizochromulinales sont un ordre d’algues de la classe des Dictyochophyceae.

## Liste des familles
Liste des familles selon AlgaeBase (9 mars 2022) :
- Ciliophryaceae Poche, 1913
- Rhizochromulinaceae C.J.O'Kelly & D.E.Wujek, 1994